# Barcza Miklós
Barcza Miklós (Budapest, 1908. január 7.– Budapest, 1948. július 11.) magyar jégkorongozó, olimpikon.
Az 1928. évi téli olimpiai játékokon játszott a jégkorongtornán a magyar csapatban. Ez volt az első alkalom, hogy a magyar válogatott részt vett a téli olimpián. Az A csoportba kerültek, ahol először a franciáktól kaptak ki 2–0-ra, majd a belgáktól 3–2-re, végül az utolsó mérkőzésen a britektől is 1–0-ra, így a csoportban az utolsó helyen végeztek. Összesítésben a 11. vagyis az utolsó helyen végeztek.
Részt vett az 1930-as jégkorong-világbajnokságon is, ahol a magyar csapat a 6. lett.
Az 1936. évi téli olimpiai játékokon ismét játszott a jégkorongtornán. A magyar csapat a C csoportba került. Az első mérkőzésen a belgákat verték 11–2-re, majd a franciákat 3–0-ra, végül a csehszlovákoktól kikaptak 3–0-ra, így a csoportban a második helyen végeztek, és továbbjutottak a középdöntőbe. Az A csoportba kerülve mind a 3 mérkőzésen kikaptak. Először a németektől 2–1-re, majd a Kanadától 15–0-ra, végül a britektől 5–1-re. Összesítésben a 8. helyen végzett a magyar csapat.
Barcza klubcsapata a Budapesti Budai Torna Egylet volt.